# Listă de filme în genul mister din anii 1970
Aceasta este o listă de filme în genul mister din anii 1970
- Darker Than Amber (1970)
- The Private Life of Sherlock Holmes (1970)
- The Cat o' Nine Tails (1971)
- Gumshoe (1971)
- Klute (1971)
- Pretty Maids All in a Row (1971)
- Shaft (1971)
- The Carey Treatment (1972)
- Hickey & Boggs (1972)
- Sleuth (1972)
- Chandler (1972)
- Frenzy (1972)
- Pulp (1972)
- The Last of Sheila (1973)
- The Long Goodbye (1973)
- Shamus (1973)
- Black Eye (1974)
- A Case of Rape (1974)
- Ghost Story (1974)
- Man on a Swing (1974)
- The Midnight Man (1974)
- Chinatown (1974)
- Murder on the Orient Express (1974)
- The Conversation (1974)
- The Taking of Pelham One Two Three (1974)
- Farewell, My Lovely (1975)
- Escape to Witch Mountain (1975)
- Night Moves (1975)
- The Legend of Lizzie Borden (1975)
- One of Our Dinosaurs is Missing (1975)
- The Return of the Pink Panther (1975)
- Sheba, Baby (1975)
- The Drowning Pool (1976)
- The Lindbergh Kidnapping Case (1976)
- Murder by Death (1976)
- Family Plot (1976)
- The Pink Panther Strikes Again (1976)
- The Seven Percent Solution (1976)
- Two-Minute Warning (1976)
- Black Sunday (1977)
- The Late Show (1977)
- The Domino Principle (1977)
- Rollercoaster (1977)
- The Big Sleep (1978)
- The Cheap Detective (1978)
- Death on the Nile (1978)
- Eyes of Laura Mars (1978)
- Return from Witch Mountain (1978)
- Revenge of the Pink Panther (1978)
- Who Is Killing the Great Chefs of Europe? (1978)
- The North Avenue Irregulars (1979)